# Meursault
Meursault település Franciaországban, Côte-d’Or megyében. Lakosainak száma 1376 fő (2022. január 1.). Meursault Volnay, Corcelles-les-Arts, Puligny-Montrachet, Saint-Aubin, Tailly, Auxey-Duresses, Merceuil és Monthelie községekkel határos.

## Népesség
A település népességének változása:
| Lakosok száma | 1831 | 1645 | 1538 | 1567 | 1490 | 1460 | 1425 | 1408 | 1404 | 1376 |
|               | 1968 | 1982 | 1990 | 2006 | 2013 | 2015 | 2017 | 2019 | 2020 | 2022 |